# Symphonie concertante pour hautbois, clarinette, cor et basson (Mozart)
La Symphonie concertante pour hautbois, clarinette, cor, basson et orchestre en mi bémol majeur, K. 297b/Anh. C 14.01 est une symphonie concertante supposément composée par Wolfgang Amadeus Mozart au mois de mai 1778. Actuellement, il existe une grande controverse au sujet de l'authenticité de l'œuvre telle qu'elle est interprétée aujourd'hui.

## Instrumentation
La symphonie concertante est écrite pour quatre solistes, un hautbois, une clarinette en si , un cor d'harmonie en mi  et un basson qui dialoguent avec un orchestre formé de deux cors, deux hautbois et des cordes.

## Structure
1. Allegro
2. Adagio
3. Andante avec variations

- Durée de l'interprétation : environ vingt-huit minutes.

Le premier mouvement est écrit à  et a une forme sonate avec trois expositions au lieu de deux – une interprétée par l'orchestre et les deux autres par les solistes. Il présente une cadence écrite avant la coda.
L'adagio, écrit  à , présente des « échanges de matériel thématique ».
Le dernier mouvement présente un thème suivi de dix variations et une coda. Chaque variation est séparée de la suivante par la même ritournelle à l'orchestre ». Ce mouvement est marqué à 
 jusqu'au final de la dernière variation, où apparaissent six mesures adagio à 
 qui conduisent à une coda marquée à .

## Authenticité
Grâce à des lettres et des annonces de concerts, nous savons que Mozart a écrit une symphonie concertante pour flûte, hautbois, cor et basson, dont la partition originale est perdue. Mais il existe des controverses au sujet de la symphonie que l'on joue de nos jours, en particulier pour savoir si la pièce existante a une quelconque relation avec l'œuvre originale citée ci-dessus. Les musicologues n'arrivent pas à se mettre d'accord sur cette question. Certains disent que la partition que nous avons aujourd'hui est très remaniée. Stanley Sadie, par exemple, juge cette œuvre avec dédain. De son côté, Alfred Einstein la considère comme authentique. Certains spécialistes pensent qu'il est peu vraisemblable que Mozart ait conçu un concerto dont les trois mouvements soient écrits dans la même tonalité de mi bémol majeur. Le Mozart-Project ne retient pas la pièce considérée comme « d'attribution douteuse », avec comme argument qu'elle n'a pas été citée par Mozart dans sa liste de compositions.
Mozart a montré une grande prédilection pour les instruments à vent dans ses opéras et ses concertos. On peut citer par exemple les très belles interventions des vents dans ses concertos pour piano no 15 et no 17, lorsqu'ils dialoguent avec le soliste. Dans les opéras existent de nombreuses arias avec des passages semblables des bois et des cors, comme Per pietà, ben mio, perdona de Fiordiligi, dans le Così fan tutte. Certains spécialistes estiment retrouver ces qualités dans la symphonie concertante.
En dépit de la controverse existante sur son authenticité, la symphonie concertante est populaire de nos jours. Elle est régulièrement interprétée et bien considérée par les musiciens professionnels. Certains passages sont d'une très haute qualité, comme la coda du premier mouvement. Robert D. Levin considère authentique la partie orchestrale, alors qu'il estime que les parties solistes ont pu être modifiées par des personnes inconnues. L'écriture des parties de vent est d'une telle qualité que la pièce ne serait surpassée que par la « Gran Partita », en si bémol majeur, composée en 1781.